# Cờ Đỏ (phường)
Cờ Đỏ là một phường thuộc thị xã Mộc Châu, tỉnh Sơn La, Việt Nam.

## Địa lý
Phường Cờ Đỏ có vị trí địa lý:
- Phía đông và phía bắc giáp xã Chiềng Chung
- Phía tây giáp xã Chiềng Hắc và xã Tân Yên
- Phía nam giáp phường Thảo Nguyên.

Phường Cờ Đỏ có diện tích 36,07 km², dân số năm 2023 là 10.030 người, mật độ dân số đạt 278 người/km².

## Hành chính
Phường Cờ Đỏ được chia thành 8 tổ dân phố: 84/85, Chờ Lồng, Cờ Đỏ, Mía Đường, Pa Khen, Pa Khen III, Tà Lọong, Thái Hòa.

## Lịch sử
Ngày 14 tháng 11 năm 2024, Ủy ban Thường vụ Quốc hội ban hành Nghị quyết số 1280/NQ-UBTVQH15 về việc sắp xếp đơn vị hành chính cấp huyện, cấp xã của tỉnh Sơn La giai đoạn 2023 – 2025 (nghị quyết có hiệu lực từ ngày 1 tháng 2 năm 2025). Theo đó, thành lập phường Cờ Đỏ thuộc thị xã Mộc Châu trên cơ sở điều chỉnh 36,07 km² diện tích tự nhiên và quy mô dân số là 10.030 người của thị trấn Nông trường Mộc Châu.
Ngày 20 tháng 1 năm 2025, UBND tỉnh Sơn La ban hành Quyết định số 163/QĐ-UBND về việc:
- Chuyển tiểu khu 84/85 thành tổ dân phố 84/85.
- Chuyển tiểu khu Chờ Lồng thành tổ dân phố Chờ Lồng.
- Chuyển tiểu khu Cờ Đỏ thành tổ dân phố Cờ Đỏ.
- Chuyển tiểu khu Mía Đường thành tổ dân phố Mía Đường.
- Chuyển tiểu khu Pa Khen thành tổ dân phố Pa Khen.
- Chuyển tiểu khu Pa Khen III thành tổ dân phố Pa Khen III.
- Chuyển tiểu khu Tà Lọong thành tổ dân phố Tà Lọong.
- Chuyển tiểu Bản Ôn thành tổ dân phố Thái Hòa.